# Kočani
Kočani (makedonsko Кочани) je mesto z okoli 25.000 prebivalci v vzhodnem delu Severne Makedonije, leži v Kočanski dolini in je 120 km oddaljeno od Skopja. Mesto je sedež občine Kočani in je znano po pridelavi riža ter geotermalni vodi.
Širi se po severni strani doline Kočani, ob bregovih Kočanske reke, tam, kjer zapusti gorska pobočja in teče skozi dolino. Severno od mesta je gora Osogovo (2252 m), 8 km stran na jugu pa dolino zapira gora Plačkovica (1754 m). Mesto je 350–450 m nad morsko gladino.

## Prebivalstvo
Kočani se razprostirajo na površini 18,6 kvadratnih kilometrov in imajo okoli 25.000 prebivalcev, s čimer so tretje najpomembnejše regionalno središče v vzhodnem delu države:
- 1948 – 6657 prebivalcev
- 1994 – 26.364 prebivalcev
- 2002 – 28.330 prebivalcev
- 2021 – 24.632 prebivalcev

Etnična sestava prebivalstva:
- Makedonci: 82,1 %
- Romi: 7,68 %
- Vlahi: 0,69 %
- Turki: 0,56 %
- Srbi: 0,15 %
- Drugo: 0,47 %
- Neznano: 8,24 %

## Zgodovina
Kočani so prvič omenjeni v listini iz leta 1337, v katerem je despot Jovan Oliver podaril cerkev Sv. Dimitrija mestu.
Arheološke najdbe v samem mestu so razkrile ostanke naselbin iz rimskega in bizantinskega obdobja. V začetku 15. stoletja so Kočani prišli pod turško vladavino. Kronist Evlija Čelebi, ki je mesto obiskal leta 1662, je zapisal, da imajo Kočani 600 gospodinjstev, mošejo, mezjid, gostilno in 15 trgovin. V 18. in v začetku 19. stoletja je mesto stagniralo. Takrat je obsegalo okrog 1878 prebivalcev, potem pa je število začelo naraščati in kmalu so Kočani imeli okoli 450–500 gospodinjstev. Mesto ima dve fevdalni rezidenci v obliki stolpov, ki datirata v 16.–17. stoletje.